# Josef Lux
Josef Lux (1. února 1956 Ústí nad Orlicí – 21. listopadu 1999 Seattle) byl český politik 90. let 20. století, předseda Československé strany lidové (později KDU-ČSL), místopředseda a ministr zemědělství v několika vládách České republiky, po sametové revoluci československý poslanec Sněmovny národů a Sněmovny lidu Federálního shromáždění, v 90. letech poslanec Poslanecké sněmovny.

## Život

### Studium a politické začátky
Po studiu na Střední zemědělsko-technické škole v Lanškrouně absolvoval v roce 1980 Vysokou školu zemědělskou v Brně a působil pak na různých postech (včetně místopředsedy) v různých JZD ve východních Čechách. Profesně je k roku 1990 uváděn jako vedoucí živočišné výroby v JZD Zálší, bytem Dvořisko. S manželkou Věrou měl 6 dětí.
Od roku 1982 byl členem Československé strany lidové, ale až do listopadu 1989 pouze řadovým. Jeho politická kariéra začala vstupem do nepolitického Masarykova demokratického hnutí a zejména 30. ledna 1990, kdy byl kooptován do české části Sněmovny národů (volební obvod č. 46 – Ústí nad Orlicí, Východočeský kraj) jako poslanec za ČSL. Mandát obhájil ve volbách roku 1990. Ve volbách roku 1992 přešel do Sněmovny lidu. Ve Federálním shromáždění setrval do zániku Československa v prosinci 1992.

### Předsedou strany lidové

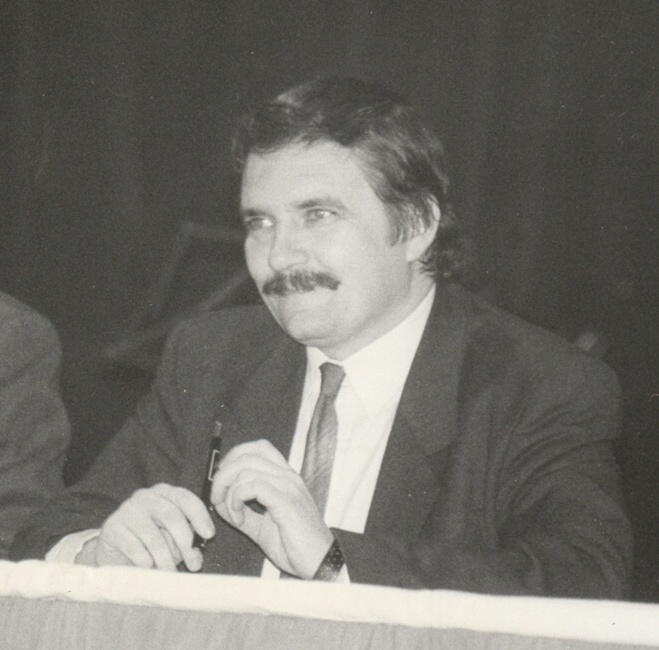
Josef Lux kolem roku 1993

V září 1990 byl na mimořádném sjezdu ve Žďáru nad Sázavou zvolen předsedou ČSL, když zvítězil mezi osmi kandidáty (včetně dosavadního předsedy Josefa Bartončíka). Ve své kandidátské prezentaci se vyslovil pro pravicovou, křesťansko-demokratickou orientaci strany. Svou pozici v čele strany uhájil i na 6. sjezdu na přelomu března a dubna 1992. Strana tehdy zvolila nový název Křesťanská a demokratická unie – Československá strana lidová (KDU-ČSL). Křídlo okolo bývalého předsedy Bartončíka bylo politicky oslabeno a strana nakročila k pravicové koaliční spolupráci. Po volbách v roce 1992 skutečně KDU-ČSL vstoupila do vlády a Josef Lux se stal ministrem zemědělství a zároveň místopředsedou vlády v první vládě Václava Klause. Josef Lux byl potvrzen na postu předsedy KDU-ČSL i na 7. sjezdu strany na podzim 1995. V této době začal akcentovat téma sociálně-tržního hospodářství.
Po volbách v roce 1996 se stal členem dolní komory Parlamentu České republiky, když byl za KDU-ČSL zvolen do Poslanecké sněmovny Parlamentu České republiky. Ve volbách do PSP ovšem dosavadní vládní koalice nezískala parlamentní většinu. Sestavování druhé vlády Václava Klause tak bylo složité. Josef Lux v koaličním vyjednávání požadoval čtyři ministerská křesla pro KDU-ČSL a zároveň odmítal vstoupit do menšinové vlády, aniž by bylo dosaženo dohody s ČSSD. Odmítl ovšem nabídku Miloše Zemana, aby se on sám (Lux) stal předsedou vlády. V druhé vládě Václava Klause sestavené nakonec z dosavadních koaličních stran (nicméně závislé na toleranci ČSSD na základě první „opoziční smlouvy“) zaujal opět post ministra zemědělství a místopředsedy Vlády ČR.
Během let 1996–1997 se ovšem koaliční vztahy zhoršovaly a Josef Lux vedl svou stranu k výraznější distanci vůči ODS Václava Klause. Před druhým kolem senátních voleb v roce 1996 se vyslovil proti potenciální dominanci ODS v Senátu a KDU-ČSL proto ve 2. kole podpořila čtyři kandidáty ČSSD. Luxova KDU-ČSL se v této době prezentovala jako alternativa k ODS i ČSSD a měla ambici po vzoru Německa a tamní CDU zaujmout pozici velké politické strany. Na 8. sjezdu KDU-ČSL v Hradci Králové v září 1997 Josef Lux konstatoval, že KDU-ČSL je třetí nejsilnější politickou formací v republice a pokročila ve své transformaci směrem k nadkonfesijní straně křesťansko demokratického typu.
6. ledna 1997 byl Lux ve své kanceláři napaden mužem, který ho požádal o schůzku. Útočník mu nejprve vulgárně nadával, pak ho postříkal slzným plynem a poté ohrožoval nožem. Lux nebyl při incidentu zraněn.

### Rozchod s ODS

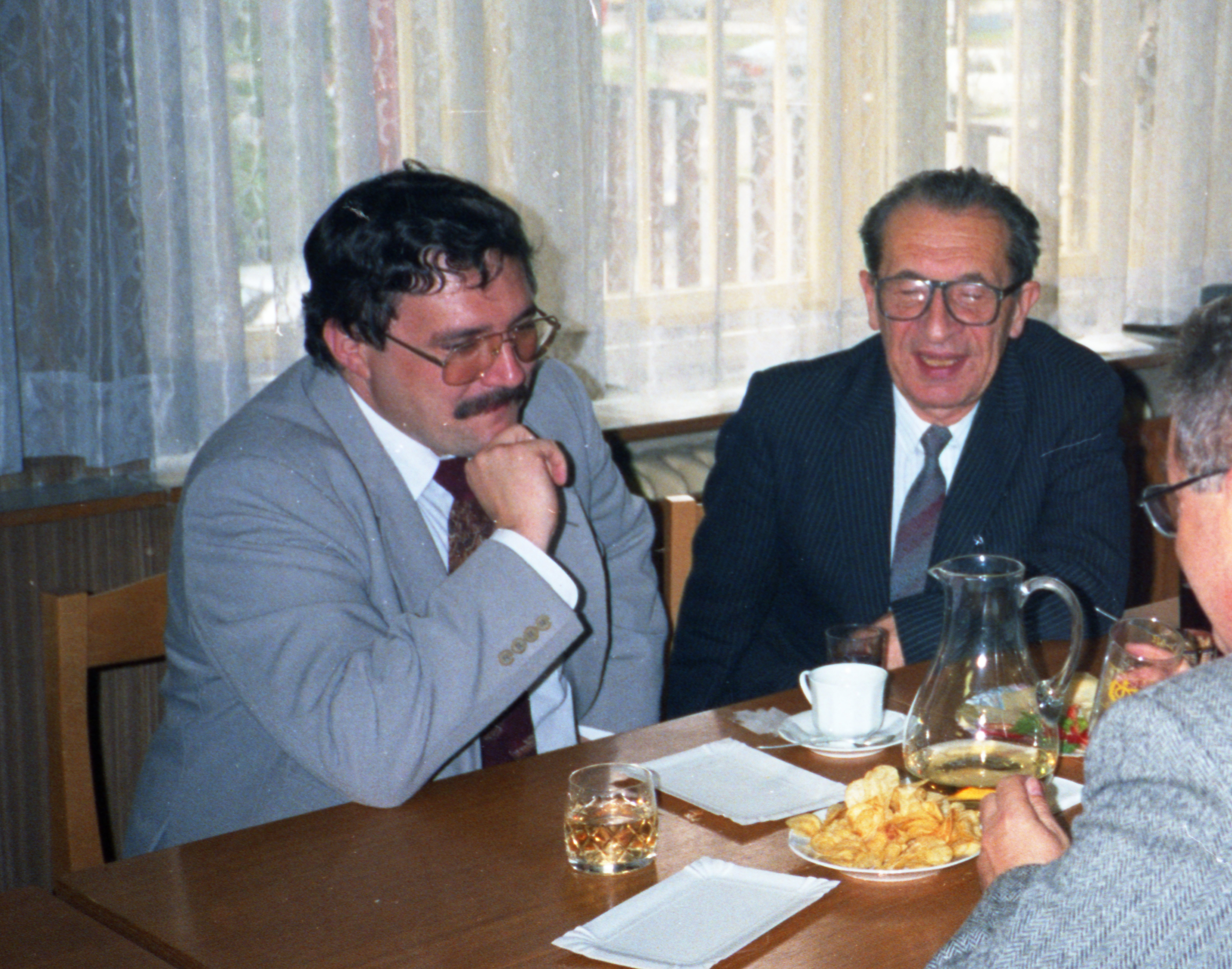
Josef Lux a Václav Vaško, září 1994

28. listopadu 1997 rozhodla mimořádná celostátní konference KDU-ČSL o odchodu strany z koalice. Stalo se tak pouhý den poté, co Josef Lux naznačil, že pokud ODS nevysvětlí aféry okolo svého financování, je varianta odchodu z koalice reálná. Lux přitom v této fázi upřednostňoval pokračování stávající koalice, ovšem bez Václava Klause. Prezident Václav Havel pak v prosinci 1997 požádal Josefa Luxe, aby vedl jednání o sestavení nové vlády. Nešlo o pověření Luxe sestavením vlády v ústavním slova smyslu, ale spíše o mandát k politickým sondážím. Výsledkem těchto jednání bylo vytvoření poloúřednické vlády Josefa Tošovského složené z nestranických odborníků, členů koaličních stran KDU-ČSL a ODA a nové strany Unie svobody (US), vzniklé z frakce kritiků Václava Klause odštěpené z ODS. V této vládě Josef Lux působil opět coby její místopředseda a ministr zemědělství. V nastalých předčasných volbách roku 1998 Lux znovu obhájil své křeslo v Poslanecké sněmovně.
Po volbách v roce 1998 Josef Lux upřednostňoval variantu koaliční vlády KDU-ČSL, US a ČSSD, zatímco jiný významný lidovecký politik Jan Kasal se přikláněl k pravicové koalici s ODS. V průběhu povolebních jednání v létě 1998 tehdy opět navrhl vítěz voleb, předseda ČSSD Miloš Zeman, Luxe do funkce předsedy vlády. V šestnáctičlenné vládě měla mít podle Zemana a Luxe osm zástupců ČSSD, po čtyřech pak KDU-ČSL a US, přičemž skupina všech ministrů z každé koaliční strany měla mít právo veta. Vládu s ČSSD ovšem odmítla Unie Svobody, načež došlo k uzavření opoziční smlouvy mezi ODS a ČSSD (která sama utvořila menšinovou vládu tolerovanou ODS). Tímto vyšachováním KDU-ČSL z vlády vliv Josefa Luxe na českou politiku poklesl. Lux opoziční smlouvu zpočátku dokonce označil za protiústavní a přirovnal ji ke komunistické ústavě z doby před rokem 1989, zajišťující vládu jedné strany. V září 1998 se pak Josef Lux jako předseda KDU-ČSL podílel na vytvoření Čtyřkoalice, tedy svazku čtyř menších politických stran (KDU-ČSL, ODA, US, DEU), které chtěly společným postupem v nadcházejících senátních volbách v roce 1998 zabránit ČSSD a ODS v získání ústavní většiny v horní komoře parlamentu.

### Onemocnění a smrt
Dne 24. září 1998 Josef Lux odstoupil ze zdravotních důvodů (těžká leukemie) ze svých funkcí včetně předsednického postu v KDU-ČSL a ponechal si jen poslanecký mandát. Přesně o rok později, 24. září 1999, absolvoval v americkém Seattlu transplantaci kostní dřeně. Ta proběhla úspěšně, ale objevila se komplikace v podobě pneumonie, které podlehl 21. listopadu 1999 večer místního času (resp. v brzkých ranních hodinách 22. listopadu středoevropského času). Byl pohřben na Hemžích u Chocně.

### Ocenění a odkaz
Roku 2000 mu byl in memoriam udělen Řád T. G. Masaryka II. třídy. 

Česká televize natočila dokument Takový byl Josef Lux.